# بیمارستان روان‌پزشکی ابن‌سینا
بیمارستان ابن سینا واقع در استان فارس، شهر شیراز بیمارستانی است دانشگاهی و درمانی وابسته به دانشگاه علوم پزشکی شیراز با ۹۴ تخت ثابت که در سال ۱۳۷۰ خورشیدی تأسیس شد. مدیریت کنونی بیمارستان احمد غنی‌زاده، فوق تخصص اعصاب و روان کودکان می‌باشد.
هم‌اکنون این بیمارستان دارای بخش‌های اورژانس، داخلی، روان‌پزشکی و دیگر واحدهای پاراکلینیکی و درمانگاهی است.

## امکانات بیمارستان
- این بیمارستان دارای امکانات رفاهی خوابگاهی برای دانشجویان رشته پزشکی با زیر بنا ۱۶۰ متر مربع در هفت واحد می‌باشد.[۳]